# Буди (Білостоцький повіт)
Буди (пол. Budy) — село в Польщі, у гміні Міхалово Білостоцького повіту Підляського воєводства.
Населення — 4 особи (2011).
У 1975—1998 роках село належало до Білостоцького воєводства.

## Демографія
Демографічна структура станом на 31 березня 2011 року:
|          | Загалом | Допрацездатний вік | Працездатний вік | Постпрацездатний вік |
| -------- | ------- | ------------------ | ---------------- | -------------------- |
| Чоловіки | 4       | 0                  | 3                | 1                    |
| Жінки    | 0       | 0                  | 0                | 0                    |
| Разом    | 4       | 0                  | 3                | 1                    |